# Рёума (река)
Рёума (норв. Rauma) — река на юго-западе Норвегии в фюльке Оппланн и Мёре-ог-Ромсдал. Длина реки составляет всего 68 км, при этом площадь бассейна равна 1202 км².
Берёт начало из озера Лешаскугватнет на высоте 611 м в коммуне Леша, до города Ондалснес в одноимённой коммуне Рёума. Русло Рёумы со множеством порогов и водопадов является местом нереста лосося, который доходит до 40 км от устья вверх по течению.
С 1992 года Рёума входит в список охраняемых водотоков. Недалеко от устья расположена Лестница троллей — одно из самых популярных и посещаемых туристических мест в Норвегии.